# Kardynałowie z nominacji Innocentego II
Papież Innocenty II (1130–1143) w ciągu swego 13-letniego pontyfikatu mianował co najmniej 47 nowych kardynałów:

## Nominacje
Uwagi odnośnie do dat: daty nominacji zdecydowanej większości kardynałów nie są znane. W literaturze przedmiotu są one ustalane hipotetycznie. Wiadomo, że zgodnie z obowiązującym wówczas prawem kościelnym nominacje kardynalskie miały miejsce co do zasady w tzw. soboty kwartalne, a czasem wyjątkowo także w Wielką Sobotę lub sobotę przed niedzielą pasyjną. Najczęściej przyjmuje się, że kardynał został mianowany w ostatnią sobotę kwartalną przed pierwszą wzmianką dokumentacyjną o nim jako kardynale, w niektórych przypadkach jednak data ta jest korygowana w oparciu o dodatkowe przesłanki, w szczególności miejsce danego kardynała w porządku starszeństwa, wynikające z kolejności podpisów na papieskich przywilejach.

### Nominacja ok. 1131
1. Adenulf OSBCluny, opat Farfa – kardynał diakon S. Maria in Cosmedin, zm. 1144

### Nominacje 5 marca 1132
1. Łukasz, skryptor Kancelarii Apostolskiej – kardynał prezbiter Ss. Giovanni e Paolo, zm. 1140
2. Odone Bonecase – kardynał diakon S. Giorgio, zm. 1162
3. Guido Pisano – kardynał diakon Ss. Cosma e Damiano, zm. 15 sierpnia 1149

### Nominacje 17 grudnia 1132
1. Marcin OCist – kardynał prezbiter S. Stefano in Montecelio, zm. 21 września 1142
2. Azo da Piacenza, prepozyt kolegiaty S. Antonino in Piacenza – kardynał diakon Świętego Kościoła Rzymskiego, następnie kardynał prezbiter S. Anastasia (22 grudnia 1134), zm. 15 września 1139

### Nominacja ok. 1133
1. Theodwin OSB, opat Gorze – kardynał biskup S. Rufina, zm. 1151

### Nominacja 23 grudnia 1133
1. Gwidon – kardynał diakon S. Adriano, zm. 1138

### Nominacje 10 marca 1134
1. Boecjusz – kardynał diakon Ss. Vito e Modesto, następnie kardynał prezbiter S. Clemente (28 maja 1138), zm. 1143
2. Wassal – kardynał diakon S. Eustachio, zm. 1142

### Nominacje 2 marca 1135
1. Humbald – kardynał diakon S. Maria in Via Lata, następnie kardynał prezbiter Ss. Giovanni e Paolo (18 grudnia 1143), zm. 1149
2. Chryzogon – kardynał diakon S. Maria in Portico, następnie kardynał prezbiter S. Prassede (17 grudnia 1138), zm. 1141.

### Nominacja 1 czerwca 1135
1. Grzegorz – kardynał prezbiter S. Prisca, zm. 1137.

### Nominacja ok. 1135
1. Stancius – kardynał prezbiter S. Sabina, zm. 1142 (?)

### Nominacje 19 grudnia 1136
1. Drogon de Champagne OSB, opat St.-Jean de Laon – kardynał biskup Ostii, zm. 19 grudnia 1137.
2. Albert – kardynał biskup Albano, zm. 1141.
3. Bernard OCart – kardynał prezbiter S. Crisogono, zm. 9 sierpnia 1138.
4. Ivo de Chartres CanReg – kardynał diakon S. Maria in Aquiro, następnie kardynał prezbiter S. Lorenzo in Damaso (28 maja 1138), zm. 19 czerwca 1142.

### Nominacja 6 marca 1137
1. Balduino da Pisa OCist, przeor Chiaravalle – kardynał prezbiter S. Maria in Trastevere, następnie arcybiskup Pizy (kwiecień 1138), zm. 25 maja 1145

### Nominacje 18 grudnia 1137
1. Griffone, archiprezbiter bazyliki watykańskiej – kardynał prezbiter S. Pudenziana, następnie biskup Ferrary (22 kwietnia 1139), zm. 1158 (?)
2. Grzegorz – kardynał diakon S. Angelo, zm. 1140
3. Gerard – kardynał diakon S. Maria in Domnica, zm. 1145 (?)

### Nominacja 26 lutego 1138
1. Ottaviano de Monticello, subdiakon S.R.E., rektor Benewentu – kardynał diakon S. Nicola in Carcere, kardynał prezbiter S. Cecilia (3 marca 1151), Antypapież Wiktor IV (7 września 1159), zm. 20 kwietnia 1164

### Nominacja 3 kwietnia 1138
1. Alberic de Beauvais OSBCluny, opat Vézelay – kardynał biskup Ostii, zm. w lutym 1148

### Nominacja 17 grudnia 1138
1. Ubaldo de Lucca – kardynał diakon S. Adriano, następnie kardynał prezbiter S. Prassede (24 maja 1141), kardynał biskup Ostii (20 grudnia 1158); od 1 września 1181 Papież Lucjusz III, zm. 25 listopada 1185

### Nominacja 18 marca 1139
1. Ribaldo da Piacenza, kanonik kapituły w Piacenzy – kardynał diakon S. Maria in Portico, następnie kardynał prezbiter S. Anastasia (2 marca 1140), zm. 10 maja 1142

### Nominacja 23 września 1139
1. Guido de Castro Ficeclo – kardynał diakon S. Apollinare, zm. 1147

### Nominacje 23 grudnia 1139
1. Presbitero, subdiakon S.R.E. – kardynał diakon Świętego Kościoła Rzymskiego, następnie kardynał prezbiter S. Pudenziana (2 marca 1140), zm. 1140
2. Rainier, subdiakon S.R.E. – kardynał diakon Świętego Kościoła Rzymskiego, następnie kardynał prezbiter S. Prisca (2 marca 1140), zm. 1146.
3. Goizo Malastriva – kardynał diakon Świętego Kościoła Rzymskiego, następnie kardynał prezbiter S. Cecilia (2 marca 1140), zm. 1144

### Nominacje 2 marca 1140
1. Gregorio Centu – kardynał prezbiter S. Maria in Trastevere, następnie kardynał biskup Sabiny (1154), zm. 1162
2. Guido Florentinus – kardynał prezbiter S. Crisogono, zm. 1157.
3. Tomasz – kardynał diakon Świętego Kościoła Rzymskiego, następnie kardynał prezbiter S. Vitale (22 lutego 1141), zm. w październiku 1146

### Nominacje 21 września 1140
1. Piotr, archiprezbiter bazyliki watykańskiej – kardynał prezbiter S. Pudenziana, zm. 1144
2. Longin – kardynał prezbiter, zm. 1140 (?)

### Nominacje 22 lutego 1141
1. Etienne de Chalons OCist – kardynał biskup  Palestriny, zm. 30 marca 1144
2. Piotr – kardynał diakon Świętego Kościoła Rzymskiego, następnie kardynał diakon S. Maria in Aquiro (20 września 1141), zm. 1144
3. Gregorio CanReg, kanonik kapituły w Lukce – kardynał diakon Świętego Kościoła Rzymskiego, zm. 1147 (?)

### Nominacja ok. 1141
1. Rainaldo di Collemezzo OSB, opat Montecassino – kardynał prezbiter (Ss. Marcellino e Pietro?)[4], zm. 28 października 1166.

### Nominacja 20 września 1141
1. Piotr – kardynał diakon S. Maria in Portico, zm. 1145

### Nominacje 20 grudnia 1141
1. Hubald – kardynał prezbiter Ss. Giovanni e Paolo, zm. 1142
2. Guido de Summa – kardynał diakon Świętego Kościoła Rzymskiego, następnie kardynał prezbiter S. Lorenzo in Damaso (18 grudnia 1143), kardynał biskup Ostii (29 maja 1149), zm. 1151

### Nominacje 14 marca 1142
1. Imar OSBCluny, opat St. Moutierneuf – kardynał biskup Tusculum; od września 1159 w obediencji antypapieża Wiktora IV, zm. 28 października 1161
2. Gilbert – kardynał diakon S. Adriano, następnie kardynał prezbiter S. Marco (18 grudnia 1143), zm. 1150
3. Niccolò – kardynał diakon Świętego Kościoła Rzymskiego, następnie kardynał prezbiter S. Ciriaco (18 grudnia 1143), zm. 1 kwietnia 1151

### Nominacja 27 lutego 1143
1. Hugo d'Homblieres OSB, opat Homblieres – kardynał biskup Albano, zm. 1143

### Nominacja 18 września 1143
1. Piotr – kardynał biskup Albano, zm. 1145

## Biskup Rudolf z Orte
W latach 1132–1136 bulle Innocentego II regularnie podpisywał Rudolf, biskup latyńskiej diecezji Orte w latach ok. 1117 – po 1151. Jego status jako kardynała-biskupa jest jednak niepewny i w najlepszym wypadku miał charakter tymczasowy. Przypuszczalnie miał on zastępować w kurii kardynała-biskupa Egidiusza z Tusculum, który poparł Anakleta II. Po roku 1136 znika on z otoczenia papieża, a w tekście dokumentu z 10 lutego 1151 wyraźnie odróżnia się go od kardynałów.

## Wątpliwe przypadki
Dwóch następujących kardynałów jest wymienianych wśród nominatów Innocentego II na podstawie zaledwie pojedynczych wzmianek:
1. Piotr, kardynał prezbiter S. Marco – podpisał bullę z 3 kwietnia 1130[6]
2. Egmundus, kardynał prezbiter Ss. Silvestro e Martino – podpisał bullę z 31 marca 1139[7]

Obie te bulle nie są znane z oryginałów, a zachowane kopie zawierają poważne błędy. Oba kościoły tytularne miały w tym czasie innych znanych z imienia kardynałów: prezbiterem S. Marco wiosną 1130 był anakletianin Bonifacy, a kardynałem Ss. Silvestro e Martino jeszcze 29 marca 1139 był Mateusz. W przypadku Piotra może zatem chodzić o zniekształcenie nazwy kościoła tytularnego (S. Marci zamiast S. Martini) a w przypadku Egmunda o zniekształcenie imienia (Egmundus zamiast Ego Matthaeus), co jest tym bardziej prawdopodobne z uwagi na częste stosowanie abrewiatur. W obu przypadkach kwestionowane podpisy znajdują się w miejscach odpowiadających w porządku starszeństwa miejscom zajmowanym właśnie przez Pietro Ruffino oraz Mateusza.
Według kroniki Romualda z Salerno, roczników magdebruskich oraz roczników klasztoru św. Piotra w Erfurcie również Bernardo da Pisa OCist, późniejszy papież Eugeniusz III (1145–1153), został mianowany kardynałem prezbiterem, jednak wiarygodność tych przekazów jest bardzo wątpliwa.
Ponadto według późniejszej o blisko półtora wieku relacji Jakuba de Voragine pierwszy arcybiskup Genui Syrus (1130/33-1163), przed swoją nominacją biskupią był kardynałem w kurii Innocentego II. W oparciu o istniejący materiał źródłowy nie jest jednak możliwa weryfikacja tej informacji.